# Wegestock Kemperweg

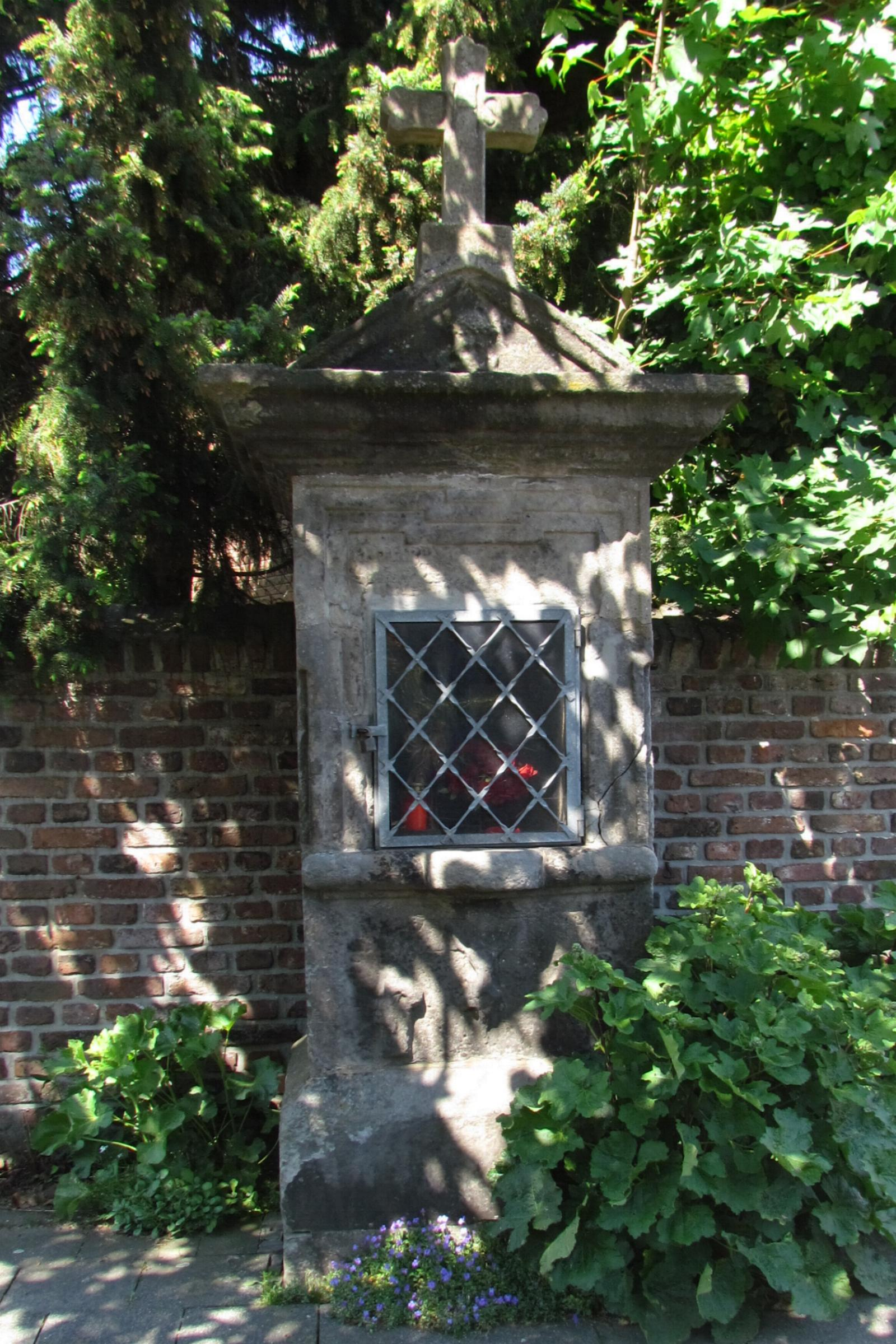
Wegestock

Der Wegestock Kemperweg steht im Stadtteil Glehn in Korschenbroich  im Rhein-Kreis Neuss in Nordrhein-Westfalen.
Der Wegestock wurde Anfang des 18. Jahrhunderts erbaut und unter Nr. 055 am 12. September 1985 in die Liste der Baudenkmäler in Korschenbroich eingetragen.

## Architektur
Der Bildstock wurde aus Sandstein gefertigt und steht auf quadratischem Sockel. Er hat eine tiefe Rechtecknische mit weitausladendem übergiebeltem Kranzgesims. Unter der Rechtecknische sieht man ein flaches Kreuzungsrelief aus Sandstein. Das Kreuz ist aus Schmiedeeisen.